# 蕭昭粲
桂陽王蕭昭粲（491年—498年），中國南北朝時期南齊武帝蕭賾之孫，文惠太子蕭長懋第四子。生母宮人褚氏。

## 生平
永明十一年（493年），蕭昭粲長兄鬱林王蕭昭業即位後，以皇弟被封永嘉郡王、南徐州刺史。延興元年（494年），海陵王蕭昭文繼位後，出為使持節、都督荊、雍、益、寧、梁、南北秦七州軍事、西中郎將、拜荊州刺史。齊明帝蕭鸞登基後，以聞喜公蕭遙欣顉守荊州，轉蕭昭粲為右將軍、中書令。建武二年（495年）九月，被改封桂陽王。建武四年（497年），遷位為太常，將軍如故。永泰元年（498年），齊明帝病重，遂殺害其兄蕭昭秀及蕭昭粲，蕭昭粲死時只有八歲。

## 延伸阅读
[在维基数据编辑]
 《南齊書·卷50》，出自萧子显《南齊書》